# Џејмс Фоли
Џејмс Рајт Фоли (Рочестер, 18. октобар 1973 — око 19. августа 2014) био је амерички фоторепортер. Он је извештавао САД о Сиријском грађанском рату, али је отет 22. новембра 2012. године у северозападној Сирији. У августу 2014. године, потврђено је да је он прва америчка жртва ИСИС-а. После Фолија, убијени су још и Стивен Џоел Сотлоф и Дејвид Кавторн Хајнес. Њихов убица добио је надимак Џихадиста Џон.

## Отмица и убиство
Фоли је киднапован у северозападној Сирији са његовим преводиоцем 22. новембра 2012. године. Преводилац је касније пуштен. ИСИС је тражио 100 милиона евра од Фолејеве породице. У септембру 2013. године лоцирана је Фолијева локација и од тада је његова локација праћена. Више пута су га преселили на другу локацију.
Припадници исламске државе објавили су у 19. августа 2014. године на интернету видео снимку на којој је приказано брутално погубљење америчког новинара. Маскирани убица Џејмса Фолија говорио је савршеним енглеским с британским нагласком у видео снимци, а британска полиција анализира његов глас. Америчка савезна полиција је оценила да је та видеоснимка аутентична. И Бела Кућа је у среду потврдила аутентичност видео-снимке. Верује се да је Фолијов крвник заправо британски држављанин. На снимци се види како маскирани мушкарац изриче претње Сједињеним Државама због ваздушних удара против снага исламске државе, а након тога одсеца главу особи у наранџастој одећи идентифицираној као Фолиј, која клечи пред њим у пустињи. На крају снимке види се још један мушкарац који је идентификован као још један амерички новинар Стивен Џоли Сотлоф. „Живот овог америчког држављана, Обама, зависи о твојој следећој одлуци“, каже на снимци маскирани мушкарац на енглеском језику с британским нагласком. Британски министар спољних послова казао је да га британски нагласак крвника не изненађује јер се доста британских држављана бори у Ираку и Сирији. Ирачки министар спољних послова Хошијар Зебари затражио је да свет подржи његову земљу у борби с ИС-ом, која је претња целом свету. „Оно што смо видели је брутално убиство Џима Фолија, које је запрепастило свет. Џим Фолиј био је новинар, син брат, пријатељ... Извештавао је са бројних ратишта. Био је заточен готово две године. Родитељи су радили на његовом ослобођењу. Срце им је сломљено, јутрос сам разговарао с њима. Његов живот био је у супротности са његовим убицама. Његово убиство је кукавички чин насиља. То су људи који отимају, силују, бацају у робље, нападају хришћане, муслимане мањине. Убијају кад могу. ИСИС спроводи геноцид над недужним људима, они немају веру. То не би подржао ниједан бог. САД ће наставити да раде оно што морамо да заштитимо своје грађане. Ако ико науди Американцима, морамо инсистирати на правди. Бићемо опрезни и немилосрдни“, казао је Барак Обама, 20. августа 2014. године. Џејмсова мајка Дајана на Фејсбуку је оставила поруку: „Никада нисмо били више поносни на Џима. Дао је живот покушавајући да покаже свету патње сиријског народа. Отмичари молимо да поштеде животе других талаца. Као и Џим, и они су недужни. Они немају контролу над америчком политиком у Сирији, Ираку или било где другде у свету“. Француски председник Франсоа Оланд затражио је 20. августа 2014. године организацију међународне конференције о претњи исламске државе. „Морамо осмислити глобалну стратегију за борбу против те групе, која је структурирана, има значајна финансијска средства, јако софистицирано оружје и прети државама као што су Ирак, Сирија и Либан", рекао је.

## Почасти
Дана 22. августа 2014, индијски уметник Сударсан Патнајк направио је скулптуру која приказује Фолијово лице. Скулптура је сачињена од 4 тоне песка. Скулптура има натпис Не убијајте невине.